# مارماهی مرمری
مارماهی مرمری (نام علمی: Anarchias seychellensis) نام یک گونه از تیره مارماهی رنگین است که در صخره‌های مرجانی در اقیانوس آرام و اقیانوس هند یافت می‌شود. این موجود نخستین بار در سال ۱۹۶۲ توسط اسمیت نام گذاری شد.